# 3年B組貫八先生
『3年B組貫八先生』（さんねんビーぐみかんぱちせんせい）は、TBS系列で1982年4月9日から1983年3月25日まで毎週金曜日20:00 - 20:55（JST）に放送された学園ドラマである。主演は川谷拓三。
『桜中学シリーズ』の5作目にあたる。『3年B組金八先生』の姉妹編として全44話が放送された。桜中学シリーズで金八以外の先生が3年B組を担当した唯一の作品である（他は1年B組や2年B組）。

## 概要
神崎貫八は、桜中学校へ赴任と同時に3年B組の担任を命じられる。中卒で集団就職、働きながら定時制高校、大学二部を卒業後、10年間夜間中学で教師をしていたという彼の経歴に対して、「進路指導が出来るのだろうか？」と不安を抱く生徒達。しかし、種田山頭火をこよなく愛し、次々に起きる出来事に体当たりでぶつかる貫八に対して、次第に生徒達は心を開いてゆく。
1980年度に放送された『1年B組新八先生』、前番組である『2年B組仙八先生』とは舞台、設定、一部の登場人物、生徒の学年度（昭和42年度生まれ）を共有するが、辻褄の合わない点（君塚校長の年齢、生徒の顔ぶれ、前年度のクラス担任者、1年前・2年前のエピソードなど）が多い。これは平行する形で10月に放送された『3年B組金八先生スペシャル1』に対しても同様である。
初期の少年隊だった松原康行が出演し、貫八に専念するために、少年隊を脱退（後任は東山紀之）したが、本作の終了と同時に芸能活動を停止。
しかし『桜中学シリーズ』は、本作の時点では視聴率が10%を切る回（関東地方・ビデオリサーチ調べ）が出てくるなどそれまでの勢いが無く、この『貫八先生』で一旦終了し、その後は、『オサラバ坂に陽が昇る』、『青が散る』、『中卒・東大一直線 もう高校はいらない!』などの学園・青春ドラマが続いた。なおこの時プロデューサーの柳井満は「2年後にもう一度（桜中学シリーズの新作で）チャレンジしたい」といったことを語っている。
最終回の翌週、「金八」を始めとする、これまでの桜中シリーズの登場人物が集合した「桜中音楽会」を放送。体育館にみたてたセット内で、それぞれの歌を披露している。

## キャスト

### 教職員
| 氏名 教科           | 演者 他作品                         | 備考 |
| ------------------- | ----------------------------------- | --- |
| 神崎貫八 （国語）   | 川谷拓三 （音）15歳の貫八(高崎秀樹) | 34歳(28話)。終戦後、満州から帰国した両親の下、8人兄弟の末っ子として土佐で産まれ育つ。 満州で収監されていた頃に患った持病の悪化により父が死去し高校進学を一旦､断念。集団就職で大阪へ。 2年後に川崎市の定時制高校に進学。定時制高校時代は次郎とともに札付きのワルだったが、担任・藤代との出逢いによって更生し教師を目指すようになる。卒業後は夜間大学の二部へ進学するが、3年次から昼間部に転籍。卒業後は本人の希望もあり、夜間中学に10年間、配属されていた。桜中学へ異動した後も自身が教えていた前任の夜間中学へ度々顔を出している。 凧揚げが趣味で昨年の連凧のチャンピオンの腕前(4話)。Gが大の苦手。 |
| 島谷葉子 （養護）   | 山口果林                            | 面倒見が良く、さばけた性格。岩手の山村の医師と結婚のため年度末で退職。大学の看護学部を卒業している。 |
| 君塚美弥子 （校長） | 赤木春恵 （金新仙）                 | 兄(演：小山梓)が19歳で特攻隊に入隊したときに14歳(演：鈴木裕子)だった。自宅でお月見の会を主催したことがある。 |
| 野村 （教頭）       | 早崎文司 （金新仙）                 | 戦時中、旧制中学2年で工場へ飛行機の羅針盤を作っていた。 これまでの桜中学校シリーズよりも丸い性格に描かれている。 |
| 乾 （数学）         | 森田順平 （金）                     | 9月上旬まで理科を兼任していた。冷淡な性格。 |
| 坂崎 （社会）       | 原知佐子                            | 夫がアメリカの大学の物理学研究室で単身赴任中。終盤付近で渡米するかどうか迷うが、自らの意思で教職を続けることになる。 |
| 桜井孝子 （体育）   | 大森暁美 （仙）                     | はつらつとした性格。既婚者。 |
| 作田 （体育）       | 金子研三（仙）                      | 野球部顧問。背が高く声が大きめ。3Bの毛塚の野球推薦に躍起になる。やや思慮の浅い面が見られトラブルに巻き込まれたこともある。最終回で近隣の中学校へ転任の辞令が出る。 |
| 上林 （英語）       | 川津祐介 （金）                     | 3年A組担任。本作では受験指導には熱心だが少々、饒舌で利己的な性格に描かれている。 |
| 斉藤 （技術）       | 佐野浅夫                            | 学年主任。生徒指導を担当。貫八先生にベテランならではの助言を与えている。 |
| 月代早苗 （音楽）   | 遠藤京子 （音）                     | 音大卒業と同時に桜中学校へ配属。当初は実家から通勤していたが、途中から福本家に下宿する。 天真爛漫な性格で学生気分の抜けていない所があり、服装などで斉藤先生から注意を受けたり、他教師からも苦手意識を持たれるなど、教師の自覚が足りないところがある。ピアノ調律が出来る。週一回放課後に音楽室でピアノを聴く先生同士の集まりが催されている。 |
| 高畠 （理科）       | 矢崎滋                              | 9月(19話)から赴任。星の観察に情熱を傾ける。前任校で体に痕が残るほど生徒に負傷させられたことがある。 『桜中音楽会』に出演。『オサラバ坂に陽が昇る』の宣伝をおこなっている。金八第5シリーズ20話と21話に杉本刑事役で出演。 |
| 木村 （用務員）     | 奥村公延                            | 20年に渡って勤務していたが、故郷でおじが営んでいるハマチの養殖業の手伝いと、以前から喘息持ちの妻の転地療養を医者から勧められていた為、年度途中の27話で退職。戦時中は動物園で飼育係をしていた。 |

- 金は金八、新は新八、仙は仙八、音は桜中学大音楽会で楽興披露での出演を示す

### 生徒
| 役名       | 演者       | 家族等（演者）                                                                          | 備考 |
| ---------- | ---------- | --------------------------------------------------------------------------------------- | --- |
| 秋田令子   | 屋木里美   | 父は競輪選手 母(桜田千枝子)                                                             | 井上かおると共に不良グループに囲われる(15・16話)。 実生活では加藤優(直江喜一)と再婚した。 |
| 阿部誠     | 松原康行   | 母 (北村昌子)                                                                           | 優等生だが、高井にストーカーまがいの手紙を出したことがある(５話)。のちに彼女と交際開始。 |
| 井沢孝司   | 清水政明   | 母 (五月晴子)                                                                           | 家は酒屋。上野とエロ本を教室に持ち込み騒動に(21話)。上野、大島とカンニングをする(25話)。 |
| 井上かおる | 真壁瑞穂   | 父 (平田守) 母 (阪上和子                                                                | 家は雑貨屋。就職組で美容師志望。万引き事件に巻き込まれて補導される(6話)。 秋田と共に不良グループに囲われる(15話・16話)。 ずっと爪弾き者だったが平等に接してくれる貫八を慕うようになる(28話)。 就職先のコロナ美容室が倒産していまい、人づてに聞いた高給モデル業の面接に根本弥生と一緒に行くも実は怪しげな事務所で、乗り込んできた次郎に助けられる(32話)。 紆余曲折のうち、上野の結婚式場の美容室に就職(41話)。41話まで出演。 |
| 上野明     | 八ツ橋晶   | 父 (酒井郷博)                                                                           | 未発達な体をからかわれる(3話)夢は俳優。クラスのお調子者グループ。井沢、大島とカンニングをする(25話) 忘年会で飲酒して急性アルコール中毒になる(32話)。 |
| 江田正彦   | 中田光利   | 父は貨物船員 母 (渡辺康子)                                                              | 受験勉強のことで母親が新興宗教に傾倒してしまう(25話)。 |
| 大島徳一   | 阿部順一   | 父 (江藤漢) 母 (佐々木梨里)                                                             | 家は鳶職。クラスのお調子者グループ。井沢、上野とカンニングをする(25話)忘年会で飲酒して警察署で始末書を書く(32話)。 |
| 加藤信二   | 鈴木伸二   | 父 (前田昌明) 母 (寺田路恵)                                                             | コーラス部。深夜までの受験勉強が祟り貧血で倒れる(30話)。両親の期待がプレッシャーとなり家出するが、団結した3B男子に連れ戻される(38話)。 |
| 木下則之   | 辻野幸一   | 父 忠生(瀬川新蔵) 母 菊代(白川和子)                                                     | 家庭不和から突っ張るようになる。しかし根は優しい性格で、周囲のピンチをたびたび救っている。 家は材木店だが、経済的な行き詰まりを悟っていて就職を希望。材木の卸問屋で働くことになる(41話)。 暴走族に入り高校を辞め家を出た姉がいる事になっている(2話)。 |
| 久木三郎   | 浦崎真之夫 | 母 (堀永子)                                                                             | 天体クラブ。望遠鏡で団地の向かいにある日比野文の部屋を覗いていた(21話) |
| 毛塚直道   | 野村俊章   | 父 (林昭夫) 母 (大方斐紗子) 次男 秀道(吉岡利泰) 三男 正道(後藤忠勝) 四男 孝道(羽山英治) | クラスのお調子者グループの中心。 野球部のエースで推薦入学を狙うも、骨折で断念(22話)。 忘年会で飲酒して急性アルコール中毒になる(32話)。 骨折の治癒後に野球の強豪校に誘いを受けるが、思慮した結果断ることにする(39話) |
| 小島良介   | 広石けいじ | 父 (久富惟晴) 母 (岩本多代)                                                             | 父親は消防官で、厳格で厳しい。家出組(12話)。夏休みの終わり頃から母親に家庭内暴力を振るうようになるが、躾と称して父から体罰を受けていたのが原因だった(18話)。 |
| 佐川弘     | 高柳裕之   |                                                                                         | 学級委員で天体クラブ。星田君江と交換日記をしていたが、好意があることが知られ中止になってしまう(21話)。 |
| 島元洋平   | 佐藤直洋   | 父 (小林昭二) 母は死別。 姉が3人いる。                                                  | 面倒見がいい、女の子らしい男の子。料理のために忘年会に呼ばれたが飲酒はしなかった(32話)。 |
| 須藤守     | 古川聰     | 母 （本山可久子) 妹 信子(田中恵理子)                                                    | 1学期に父を亡くした事から就職を希望(4話)。度々、就職組と受験組で対立することになる。マグロ漁船に乗るのが高給だと聞きかじり銚子港まで見に行く(29話)。詳しい話を聞きに貫八と再度訪れるが厳しい現実を知り断念(32話)。地元の旋盤工場に務めることになる(41話) |
| 曽根田豊   | 笠原潔     | 父 荘一郎(玉川良一) 母 ヨシミ(石井富子)                                                 | 家は下町の芝居小屋を経営。急遽辞めた役者の代役で舞台に立った(3話)。当初、役者になることを嫌悪していたが本心は役者の道にも興味があり高校進学で揺れ動く。忘年会で飲酒して警察署で始末書を書く(32話)受験に失敗し役者になると弱音を吐くが貫八に厳しく諭され二次募集で合格する(42話)。 |
| 高井秀美   | 井上智恵子 | 父 (山本耕一) 母 (柳川慶子)                                                             | 両親が離婚している。母親はアパート経営をしている。匿名のラブレターを貰い続け怒っていたが、実は差出人の阿部のことが好きだった(5話)。のちに交際を始めるが母親が恋愛に口を出すことに悩み四年ぶりに父親に会いに行く(27話)。 |
| 田部由彦   | 荒川亮     | 母 (松下砂稚子)                                                                         | 家は呉服問屋。成績優秀の優等生だが度々問題を起こしている。家出組(12話)。 参考書を万引きする(30話)。 |
| 千葉緑     | 藤田智英子 | 父 (南祐輔)                                                                             | 家出する男子を放っておけずに、なし崩し的に付いて行く羽目になる(12話) |
| 津田恵     | 木村千春   | 母 久江(深谷みさお)                                                                     | 身体検査で胸が無いことをからかわれる(3話)。 |
| 手島みなと | 秦かおり   | 母 (北川智絵) 父は小4で死別                                                             | 日の丸進学塾で根本先生にセクハラを受ける(7話)。 |
| 徳山小夜   | 森よし江   | 父は札幌へ単身赴任中。                                                                  | 職員室占拠騒動の一部始終を目撃する(26話)。 |
| 中村美雪   | 井丸ゆかり | 母 (松本典子)                                                                           | 優等生。受験と家庭教師への恋心の板挟みで生理不順になる(30話)。 |
| 名倉司     | 奈良雅之   | 父 (代志住正) 母 (森康子)                                                               | クラスのお調子者グループ。家出組(12話)忘年会で飲酒して警察署で始末書を書く(32話)。 |
| 貫井京子   | 寺島由美   | 父 (池田鴻) 母 (比島愛子)                                                               | 日の丸進学塾通い(7話)。私立都立の両方を失敗しリストカットし自殺未遂をする(40話)。落ちた私立に補欠合格し二次募集を受けずに済んだ(41話)。 |
| 根本弥生   | 倉橋順子   |                                                                                         | 就職組で美容師志望。長距離トラックの運転手をする父と二人暮らし。 就職先のコロナ美容室が倒産していまい、人づてに聞いた高給モデル業の面接に井上かおると一緒に行くも実は怪しげな事務所で、乗り込んできた次郎に助けられる(32話)紆余曲折のうち、上野の結婚式場の美容室に就職(41話)。 |
| 野田さつき | 斉藤まり絵 | 母 (会田由来)                                                                           | 家は洋品店。メンタルが弱くテストのたびに気分が悪くなり、ラジオ番組に電話をし自殺をほのめかし騒動になる(10話)貫八が無理をさせた結果テスト中に倒れてしまい進退問題にまでなるが貫八をかばう(17話) |
| 浜田益美   | 吉田有美   | 父 (笠原清) 母 (猪俣光世)                                                               | 家は寿司屋。宝塚が夢だと語るが受験からの逃げ道だった(19話) |
| 日比野文   | 星谷和美   |                                                                                         | |
| 福本信之助 | 藤木武司   | 父 (入江洋佑) 母 (溝口順子) 修道院に入った姉がいる                                      | 家は寺院で、途中から月代が下宿をするようになる。貫八に負けず劣らず山頭火に詳しい。 須藤の父の葬儀で読経をした。いつも姿勢を正していて冷静、騒動には巻き込まれない。貫八のような中学の国語の先生になるのが夢。 |
| 藤下孝子   | 高橋玲子   |                                                                                         | 学級委員。木下に好意を抱いていて、片想いと知りながらもずっと気にかけている。 |
| 星田君江   | 佐野恵子   | 父(中村武巳12話) （名取幸政20話) 母 (亀井光代) 弟 よういち(利根川龍二)                  | 父親が愛人に貢いでいたことが原因で両親が離婚危機になる(20話)。 佐川弘と交換日記をしていたが好意があると知って終了(21話) - (金)佐藤マキでも出演 |
| 松本エリ   | 小栗絵里花 | 父（大坪義夫)元関取                                                                     | 背が高くて姉御肌。貫八に好意を持ち、入院した貫八を献身的に世話をする(36話)看護師志望。 |
| 間宮加奈江 | 鈴木緑     | 父は病気がち 母 (加藤和恵)                                                              | 父親が入院していて母と交代しながら面倒を見ている。いつもクラスの事をよく気にかけていて、さつきに対する貫八の行動を諭す手紙を書く(10話)。受験合否第一号だったが落第し落ち込むが心配して集まった3B女子を見て明るく振る舞う(39話) |

#### 座席表
|      | 田部 | 中村 | 毛塚   | 松本   |
| 名倉 | 佐川 | 加藤 | 島元   | 木下   |
| 貫井 | 浜田 | 千葉 | 根本   | 高井   |
| 須藤 | 江田 | 福本 | 小島   | 阿部   |
| 星田 | 井上 | 秋田 | 手島   | 藤下   |
| 井沢 | 大島 | 上野 | 曾根田 | 久木   |
| 徳山 | 野田 | 間宮 | 津田   | 日比谷 |
| 教卓 |      |      |        |        |

### その他
- 大森（金新仙） - 鈴木正幸

主人公と顔を合わせれば口論するのがお約束。
- 小泉仙吉 - 柳家小三治

貫八が下宿するブリキ屋の経営者。貫八と同じく凧上げが趣味。江戸っ子で頑固な面があり、悦子の交際に反対していたが、のちに認める。
- 小泉ミヨ - 浅利香津代

ブリキ屋のおかみ。夫同様に次郎を嫌悪していたが、最終的に交際を認める。
- 小泉悦子 - 小柳英理子

下宿の長女。高校卒業後、近所の工場で事務員をしている。三浦に心惹かれ、交際。42話で仮祝言を挙げる。
- 小泉俊子 - 川崎葉子

下宿の次女。よく家の手伝いをしている。桜中学校の2年生に在籍。
- 三浦次郎 - 浦田賢一

貫八の高校時代の同級生で、屋台でラーメン屋を経営している。高校時代は貫八と共に札付きのワルだった。卒業後にヤクザの世界へ入り、事件を起こして逮捕・服役していた経験を持つ。「絹代」という恋人がいたが、逮捕・服役歴を知られて破局。ヤクザの世界から足を洗って立ち直り、屋台を始めて3年後に貫八と偶然再会する。悦子と交際開始後、貫八の口添えもあり木村の後任の用務員として採用される。出身地は博多。
「桜中音楽会」に出演。貫八と金八のジョイント的な役割を果たしている。
- 野村 - 丹波義隆

貫八が前任校で受け持った生徒。卒業後も貫八を慕い、困った時には手を貸している。
- 内藤健二 - 杉本哲太

少年院を出所後、次郎と知り合う。住み込みで木下工務店で働き始め、木下則之の兄貴分として何かと力になる。経営破綻などもあり木下家に別れを告げる。次郎と悦子の祝言には顔を出し、自動車の修理工場で働いていることを告げる(42話)

### ゲスト
- 女形(3話) - 大門伍朗
- 出前の娘(3話) - 小菅啓未
- 梅花一座(3話、40話) - 小野田貝、玉川貝、新みのる、岡田正典
- 医師(4話、30話) - 柄沢英二
- 看護師(4話) - 山本恵子
- 根本先生(日の丸進学塾)(7話) - 平野正人
- 青井定子(7話) - 牧口昌代
- 父がいない生徒の母(8話) - 船場牡丹
- DJトミイ松原(10話) - 山本雄二(ザ・ムッシュ)
- ディレクター役(10話) - 狭間鉄
- ミキサー役(10話) - 福田信昭
- 食堂のおばさん(12話) - 市川千恵子
- 民宿のおばさん(12話) - 山川弘乃
- 貫八の父(14話) - 中村武巳
- 貫八の母(14話) - 野中マリ子
- 貫八の兄・省五(14話) - 中井啓輔
- 能代刑事(15話、33話、38話) - 上田忠好
- マリ(15話) - 戸川京子
- まゆみ(15話) - 上壁由美
- 年子(15話) - 小竹良恵
- 圭子(15話) - 木屋比呂子
- 警官(15話) - 高松誠
- 浮浪者(16話) - 北見治一
- 警備員(16話、39話) - 石黒正男
- 婦警(16話) - 丸尾りえ
- 救急隊員(18話、32話) - 荒川保男
- 警官(18話) - 石原昭宏
- 司令室の声(18話) - 清川元夢
- 高校の監督・前田尚輝(19話) - 藤謙三
- 劇団事務員(19話) - 鳳芳野
- 二年男子(19話) - 須藤真一
- 佐久間先生(よういちの担任)(20話) - 梶三和子
- 本田店長代理(20話) - 須永慶
- 隣の部屋の女(20話) - 木瓜みらい
- バーの男(20話) - 笹入舟作
- ルミ(20話) - 岡本麗
- 外科医(21話) - 宇南山宏
- 美容師(21話) - マリオ
- 喫茶店のボーイ(21話) - 佐藤友弘
- キャバレー客引(23話) - 小野田英一
- 新聞配達の若者(23話) - 石村暢康
- オカマのママ(23話) - 井上由紀夫
- チンドン屋さん(23話) - 大井勘至、中沢寅夫、山野和子
- 校内放送の声(24話) - 中根久美
- 漁船員(29話) - うえだ峻
- 魚屋の主人(29話) - 田村元治
- 本屋の主人(30話) - 中島元
- おばあさん(30話) - 原ひさ子
- 看護婦(30話) - 松本けい子
- 写真屋(30話) - 加藤徹
- 銚子の船主(31話) - 最上龍二郎
- 松川興業社長(31話) - 岩尾正隆
- コロナ美容室のマダム(31話、35話) - 宮本幸子
- キクちゃん(31話) - 村川美智代
- 美容室のマダム(33話) - 松浪志保
- 債権者(33話) - 西尾東、三重街恒二、水橋和夫、山田博行

- ヤクザ風の男達(33話) - 堀礼文、若駒
- 蕎麦屋(33話) - 半田裕之
- 藤代先生(貫八の恩師)(33話) - 近藤準
- ゼミナールの教師・鶴岡修(34話) - 市山登
- 看護婦(36話) - 芝村洋子
- 薬屋の主人(36話) - 戸沢祐介
- 刑事(38話) - 山野史人・草薙良一
- 下総工高・棚橋先生(39話) - 井上博一
- ヘアーサロン経営者(41話) - 高橋豊

## スタッフ
- 脚本 - 岩間芳樹
- プロデューサー - 柳井満
- 音楽 - 瀬尾一三
- 製作著作 - TBS

## 主題歌
- 川谷拓三「だけど泣かないさ」（作詞：小室等、作曲：吉田拓郎、編曲：馬飼野康二）

## 放送日程
| 各回   | 放送日         | サブタイトル                | 演出     |
| ------ | -------------- | --------------------------- | -------- |
| 第1回  | 1982年04月09日 | 戦いがはじまった            | 和田旭   |
| 第2回  | 4月16日        | 春の反乱                    | 和田旭   |
| 第3回  | 4月23日        | 親子コンテスト              | 生野慈朗 |
| 第4回  | 4月30日        | たこたこあがれ              | 前川英樹 |
| 第5回  | 5月14日        | ラブストーリー              | 大岡進   |
| 第6回  | 5月21日        | 職員室の15時間              | 和田旭   |
| 第7回  | 5月28日        | ああ日の丸進学塾            | 柳井満   |
| 第8回  | 6月11日        | 日本のパパ                  | 生野慈朗 |
| 第9回  | 6月18日        | ヒルの子ヨルの子            | 前川英樹 |
| 第10回 | 7月09日        | グッドバイDJ                | 大岡進   |
| 第11回 | 7月16日        | 進路希望調査書              | 和田旭   |
| 第12回 | 7月23日        | 短い旅をした                | 生野慈朗 |
| 第13回 | 8月06日        | 15才の祭り                  | 前川英樹 |
| 第14回 | 8月13日        | 終戦特集 戦争なんて知らない | 大岡進   |
| 第15回 | 8月20日        | 非行からの報告（前）        | 和田旭   |
| 第16回 | 8月27日        | 非行からの報告（後）        | 和田旭   |
| 第17回 | 9月03日        | クラスのピンチ              | 生野慈朗 |
| 第18回 | 9月10日        | はみだしエネルギー          | 前川英樹 |
| 第19回 | 9月17日        | それでも遠くを…             | 大岡進   |
| 第20回 | 9月24日        | 家庭の不和 君江の場合       | 生野慈朗 |
| 第21回 | 10月01日       | 体の中の生きもの            | 和田旭   |
| 第22回 | 10月15日       | 泣いてたまるか（前）        | 大岡進   |
| 第23回 | 10月22日       | 泣いてたまるか（中）        | 大岡進   |
| 第24回 | 10月29日       | 泣いてたまるか（後）        | 大岡進   |
| 第25回 | 11月05日       | 中間テスト後遺症            | 和田旭   |
| 第26回 | 11月12日       | 襲われた職員室              | 和田旭   |
| 第27回 | 11月19日       | 君は愛を語れるか            | 前川英樹 |
| 第28回 | 11月26日       | わたしの好きな人            | 生野慈朗 |
| 第29回 | 12月03日       | 母と子のバラード            | 大岡進   |
| 第30回 | 12月10日       | 受験勉強症候群              | 前川英樹 |
| 第31回 | 12月17日       | 世の中きびしいぜ            | 大岡進   |
| 第32回 | 12月24日       | 二つの忘年会                | 生野慈朗 |
| 第33回 | 1983年01月07日 | カンパチ新春日記            | 和田旭   |
| 第34回 | 1月14日        | 特訓集中ゼミナール          | 前川英樹 |
| 第35回 | 1月21日        | おちこぼれの歌              | 大岡進   |
| 第36回 | 1月28日        | 別れの予感                  | 和田旭   |
| 第37回 | 2月04日        | 春まだ遠く…（前）           | 前川英樹 |
| 第38回 | 2月11日        | 春まだ遠く…（後）           | 前川英樹 |
| 第39回 | 2月18日        | 初めての曲りかど            | 大岡進   |
| 第40回 | 2月25日        | 喜びも悲しみも              | 生野慈朗 |
| 第41回 | 3月04日        | 気分はもうオトナ            | 和田旭   |
| 第42回 | 3月11日        | 春・それぞれの              | 生野慈朗 |
| 第43回 | 3月18日        | ザ・ラストショウ            | 和田旭   |
| 最終回 | 3月25日        | さよなら貫八先生            | 和田旭   |

## 放送局
当時のTBS系列局
金曜 20：00 - 20：55 → 金曜 20：00 - 20：54、同時ネット
- TBS（制作局）
- 北海道放送[2]
- 青森テレビ[3]
- 岩手放送[3]
- 東北放送[4]
- 新潟放送[5]
- テレビ山梨[6]
- 静岡放送[6]
- 中部日本放送[7]
- 毎日放送[8]

- 山陰放送[9]
- 山陽放送[10]
- 中国放送[10]
- テレビ山口[11]
- テレビ高知[12]
- RKB毎日放送[13]
- 熊本放送[注釈 3]
- 大分放送[11]
- 宮崎放送[15]
- 南日本放送[15]
- 琉球放送[16]

- 信越放送・北陸放送・長崎放送では日本テレビ制作『太陽にほえろ!』同時ネットのため、当該時間には放送されなかった。後日放送か、放送されなかった場合がある。

遅れネット
- テレビユー福島（1984年に放送）：月曜 - 木曜 17:00 - 17:55 → 月曜 - 金曜 17:00 - 17:55[17]

## 再放送など
本放送以来、地方局などでは約10年に渡り、頻繁に再放送されていた。その後、再放送の機会に恵まれなかったが、2007年5月にスカイパーフェクTV!のTBSチャンネルで放送された。また、横浜の放送ライブラリーで第1話を閲覧出来る。
ただし、劇中において激高した貫八が塾講師を竹刀で滅多打ちにするという、教師にあるまじき行為（現在なら傷害罪となる暴力行為）を働くなど、現在の基準では不適切と見做される可能性の高いシーンが在るためか、近年は地上波での再放送は行なわれていない。